# 玛丽·博林
玛丽·博林（Mary Boleyn，1499年—1543年7月19日），是影响了16世纪早期历史的英格兰贵族博林家族的一员。玛丽是英格兰国王亨利八世的情妇之一，依其所述，她还是亨利八世的对手法国国王弗朗索瓦一世的情妇。她结过两次婚，她也是亨利八世第一個王后阿拉貢的凱瑟琳的侍女。

## 早年生活
玛丽生于英格兰诺福克布利克灵大宅（Blickling Hall），长于肯特赫弗城堡。她是富有的外交官托馬斯·博林和伊丽莎白·霍华德夫人（Lady Elizabeth Howard）的女儿。现在没有实物证据證明她確切的出生日期，但確定是在1499年至1508年的這段时间。多数历史学家倾向于约1499年的年初。有可靠的文献显示她是博林家族三个存活至成年的孩子中最年長的。证据显示，博林家族后人认为玛丽是三个孩子中最大的。
在1514年后的某时玛丽被送往国外，那时她在12到15岁之间。她的父亲为她在亨利八世的妹妹——亦即前往巴黎嫁给法国国王路易十二的玛丽·都铎公主身边谋了个侍女的差事。到达巴黎几周后，许多英国侍女被命令离开，但是玛丽·博林被许可留下，可能因为她的父亲是新任英格兰大使的关系。即使玛丽·都铎公主在其丈夫于1515年1月1日去世离开法国之后，玛丽·博林仍然留在新的法国国王弗朗索瓦一世及王后法兰西的克洛德的宫廷裡。

## 在法国的皇家风流韵事
因父亲托马斯爵士的缘故，安妮先在荷兰学习，之後兩姐妹到法国，进入了巴黎宮廷的生活。据推测，瑪丽卷入了多起风流韵事，對象甚至包括弗朗索瓦一世，她被法国王公贵族们称为“the British Mare”，有些历史学家相信她的出轨行为是被夸大的，但这些传言使她在1519年被免职并被送回英格兰。

## 国王的情妇
在英国王后阿拉贡的凯瑟琳与亨利八世婚姻生活的最后十年，瑪麗被指派了一份在王后身边当侍女的工作。
瑪麗于1520年2月4日与富有且出身名门的英格蘭朝臣威廉·凯里爵士（Sir William Carey）结婚。亨利八世是婚礼上的贵客。
並無準確記錄顯示玛丽何時成為亨利八世的情妇，玛丽也从未享有像在法国宫廷及其他国家那样的有名气、财富及权力的国王情妇的生活。他們的风流韻事據信在玛丽的儿子亨利·凯里（Henry Carey）于1526年3月出生前结束，玛丽.博林虽外貌出众，但早年于法国与皇宫贵族们的情事逐漸传开，影響她取得更高地位。
她生有一双儿女，但从没得到亨利八世的承认。1524年玛麗生了第一個孩子，名为凯瑟琳，之後玛丽生了个儿子，以国王亨利的名字命名。一个证人注意到玛丽的儿子亨利·凯里与亨利八世有雷同之处，外貌和亨利八世几乎一样--艾勒沃斯（Isleworth）教区牧师约翰·黑尔斯（John Hales）谈及他曾遇到一位“凯里小少爷”，牧師認為他是国王的私生子，此外没有其他同时代的证据顯示国王是亨利的生父。瑪麗遭遇和许多国王情妇相同的命运，没过几年，亨利八世厌倦了玛丽，另寻新欢。
亨利八世的第一任妻子阿拉贡的凯瑟琳之前与亨利八世的哥哥威爾斯親王亞瑟结过婚。亨利八世据此为由废除了他与凯瑟琳的婚姻，因为她与亚瑟的婚姻（被假定有过性关系）使亨利八世与凯瑟琳之前已经形成了叔嫂关系。当瑪麗·博林成为亨利八世的情妇之后，因为没有野心与手腕，很快地被善于权谋的妹妹安妮给取代，她的风头被妹妹安妮抢去，一个类似的妹夫与大姨子的关系在亨利八世与安妮的姐姐之间形成。根据教会的规定，由于玛丽曾经是亨利八世的情妇，接下来亨利八世与玛丽的妹妹的婚姻就如同他与阿拉贡的凯瑟琳的婚姻一样不合法。如果亨利八世意识到这一点，他不会让这样的障碍阻挡他与安妮的结合。

## 妹妹得势
瑪麗的妹妹安妮·博林于1522年返回英格兰，在宫廷裡获得了巨大的声望。姐妹俩不是很亲近，有不同的社交圈。有人认为，利欲熏心的博林家族为了向上爬而有意将玛丽献给亨利八世，结果玛丽没享受几年恩宠就被冷落一旁，只好再把二女儿安妮献出去。
尽管玛丽据称比她的妹妹更美，但卻敗於妹妹的心機。当国王看上安妮时，伴随着的还有露骨色情的書信、昂貴的珠寶、無數的鮮花和許多處理政務的權力，安妮對亨利的所有禮物照單全收，但很精明的不同他发生關係，避免國王得手後對自己失去兴趣。
1528年，玛丽的丈夫死于汗热病爆发，亨利八世准予安妮·博林监护她的外甥亨利·凯里。玛丽的丈夫留给她巨额债务。她安排亨利·凯里接受教育做一名受尊敬的熙笃会修士。玛丽的父亲无意帮助她。安妮則设法确保玛丽每年能获得100英磅的微薄退休金。

## 第二段婚姻
当安妮與亨利八世於1532年一同前往加莱进行国事访问时，玛丽是安妮的侍女之一。1534年，玛丽秘密同威廉·斯塔福德（William Stafford）成婚。由于斯塔福德是个平民，既无地位且收入微薄，多数历史学家相信他们的结合是出于爱情。当他们的婚姻曝光后，博林家族拒絕承認她与地位比自己低的人结婚，玛丽被驅逐出安妮王后的宫廷。
玛丽的财务状况变得极为糟糕，她只能透過国王的顾问托马斯·克伦威尔向国王求情，可是国王毫不在意她的困境。于是，玛丽又请克伦威尔向她的父亲、舅舅、弟弟说情，但是依然没有用。最後是安妮最先宽待了她。安妮遣人送給玛丽一个华丽的金杯和一些钱，但拒绝她返回宫廷。自从1534年到安妮1536年被处死這段期間，姐妹未曾再見過面，这种形式的和解成为姐妹两人最为亲近的表现。
玛丽在1534年至1536年5月19日安妮被处死期间的生活难以追溯。此段時間瑪麗不曾探望母亲，安妮被关押于伦敦塔时瑪麗也未曾探望她。瑪麗的弟弟乔治·博林被控與安妮通奸而下獄，她也没有尝试探望他。同样也没有证据表明她曾写信给他们。像他们的舅舅第三代诺福克公爵托马斯·霍华德一样，在安妮失勢後，為了避免受牽連，她可能经过缜密的思考后避免与他們來往。
玛丽和她的丈夫在艾塞克斯的罗奇福德（Rochford in Essex）过着隐居生活。在安妮被处决后，她们的母亲也離開宫廷，一年后去世。汤马斯爵士第二年去世。在父母双亡后，玛丽继承了博林家在艾塞克斯的家产。她可能和他第二任丈夫隐姓埋名，安宁度过余生。瑪麗于1543年7月19日去世，刚过四十岁，即使在當時的環境来说也算是早逝。

## 子女
玛丽与威廉·凯里爵士（1495年-1529年6月22日)婚后育有两个孩子：
- 凯瑟琳·凯里（Catherine Carey，1524年-1568年1月15日）：克里维斯的安妮及凯瑟琳·霍华德（Catherine Howard）的侍女。她同清教徒弗朗西斯·诺利斯爵士，KG（Sir Francis Knollys, KG）结婚。她后来成为表姐妹伊丽莎白一世女王的侍从女官。她的一个女儿，莱蒂斯·诺利斯（Lettice Knollys），成为伊丽莎白一世的宠臣莱斯特伯爵一世罗伯特·达德利的第二任妻子。

- 亨利·凯里（Henry Carey，1526年3月4日-1596年7月23日）：第一代亨斯顿男爵（1st Baron Hunsdon）。他在伊丽莎白一世加冕后获封，稍后又获封嘉德勋爵士。当他快去世的时候，伊丽莎白一世要封他长久以来一直寻求的博林家族的封号奥蒙德伯爵。他拒绝了这个荣誉。

玛丽与威廉·斯塔福德婚后育有一子：爱德华。爱德华被认为生于1535年，死于1545年，她可能还有一个叫安妮的女儿。

## 后裔
玛丽·博林是许多知名人士的远祖，如温斯顿·丘吉尔、P.G.伍德豪斯、伊麗莎白·鮑斯-萊昂、威尔士王妃戴安娜、约克公爵夫人莎拉以及查尔斯·达尔文。

## 虚构描写
玛丽在1969年的电影《安妮的一千日》（Anne of the Thousand Days）被表现为一个苦闷的孕妇。
罗宾·麦克斯韦（Robin Maxwell）的The Secret Diary of Anne Boleyn、罗莎琳德·迈尔斯（Rosalind Miles）的I, Elizabeth、莫林·彼得斯（Maureen Peters）的The Rose of Hever、琼·普雷迪（Jean Plaidy）的The Lady in the Tower、诺拉·洛夫茨（Norah Lofts）的Mistress Anne、伊夫林·安东尼（Evelyn Anthony）的Anne Boleyn、温迪·J·邓恩（Wendy J. Dunn）的Dear Heart, How Like You This?、卡罗林·迈耶（Carolyn Meyer）的Young Royals: Doomed Queen Anne等小说对玛丽的虚构性格的塑造起了明显作用。
玛丽在三部基于她的生活的小说中是重要人物：英国作家艾琳·阿米蒂奇（Aileen Armitage）的Court Cadenza（后来以The Tudor Sisters的标题出版）、卡伦·哈珀（Karen Harper）的The Last Boleyn以及菲利帕·格雷戈里（Philippa Gregory）的The Other Boleyn Girl。格雷戈里后来在BBC历史杂志（the BBC History Magazine）的访谈中称玛丽是她个人的女英雄。她的小说衍生了其他五本书，构成了一个系列，并且这本是最受欢迎的。但是，这本书的内容是有争议的，特别是与历史学家。
The Other Boleyn Girl在2003年1月被BBC制作成为电视剧。这本书改编的同名好莱坞电影于2008年2月上映。
珀迪塔·威克斯（Perdita Weeks）在Showtime的剧集《都铎王朝》（The Tudors）里扮演玛丽。

## 称号
- 玛丽·博林小姐（Miss Mary Boleyn）：1499年-1520年
- 凯里夫人（Lady Carey）：1520年-1525年
- 凯里夫人（Lady Carey）；玛丽·凯里阁下（The Hon. Mary Carey）：1525年-1529年
- 凯里夫人（Lady Carey）；玛丽·凯里夫人（Lady Mary Carey）：1529年-1532年
- 玛丽·斯塔福德（Mary Stafford）：1532年-1543年

在与威廉·凯里爵士于1520年成婚后，玛丽·博林成为凯里夫人。当她的父亲1525年成为罗奇福德子爵（Viscount Rochford）后，她被称为玛丽·凯里阁下。在其父升为威尔特伯爵（Earl of Wiltshire）后，她被称为玛丽·凯里夫人。
1532年她与威廉·斯塔福德成婚意味着她的姓变成了斯塔福德，因此玛丽·凯里夫人变成了玛丽·斯塔福德。

## 延伸阅读
- Adair, Anne. (2011). Mary Boleyn: Sister to Queen Anne Boleyn and Sister in Law to King Henry VIII. Webster's Digital Services. ISBN 978-1-241-00378-4
- Bruce, Marie-Louise. (1972). Anne Boleyn
- Denny, Joanna. (2004). Anne Boleyn: A New Life of England's Tragic Queen. Da Capo Press. ISBN 978-0-306-81540-9
- Fraser, Antonia. (1992). The Wives of Henry VIII. Vintage. ISBN 978-0-14-013293-9
- Gregory, Philippa. (2003). The Other Boleyn Girl.  Touchstone. ISBN 0-7432-2744-1
- Harper, Karen. (2006). The Last Boleyn: A Novel. Three Rivers Press. ISBN 978-0-307-23790-3
- Hart, Kelly. (2009). The Mistresses of Henry VIII The History Press. ISBN 978-0-7524-5852-6
- Ives, Eric.(2004). The Life and Death of Anne Boleyn. Wiley-Blackwell. ISBN 978-1-4051-3463-7
- Lindsey, Karen. (1995). Divorced Beheaded Survived: A Feminist Reinterpretation of the Wives of Henry VIII. Da Capo Press. ISBN 978-0-201-40823-2
- Lofts, Norah. (1979). Anne Boleyn.
- Weir, Alison. (2011). Mary Boleyn: The Mistress of Kings. Ballantine Books. ISBN 978-0-345-52133-0
- Weir, Alison.(1991). The Six Wives of Henry VIII. Grove Press. ISBN 978-0-8021-3683-1
- Wilkinson, Josephine. (2010). Mary Boleyn: The True Story of Henry VIII's Favorite Mistress.   Amberley. ISBN 978-1-84868-525-3